# Рапенн, Жан
Жан Александр Леон Рапенн (фр. Jean Alexandre Léon Rapenne; 6 июня 1901, Бельфор, — 11 декабря 1952, Париж) — французский колониальный чиновник, губернатор Нигера, Французского Судана, Французской Гвианы и Инини.

## Биография
Родился в семье Леона Александра Рапенна, офицера дислоцированного в Бельфоре 42-го пехотного полка, и его жены Мари Жанны Арре. Жан Рапенн в течение года в 1921 году работал атташе в Законодательном совете Верховной комиссии Франции в Сирии и Ливане. С 1922 по 1924 год обучался в парижской Колониальной школе. В ноябре 1924 года был призван на военную службу и до апреля 1926 года служил в Рейнской области. В октябре Рапенн начал свою деятельность на государственной службе. В 1928 году он был откомандирован на Новые Гебриды. В 1932 году вернулся в Париж и был назначен главой Секретариата по экономическим вопросам в министерстве колоний. Он занимал эту должность до конца 1937 года, когда был назначен шефом кабинета Теодора Стега.
Затем карьера Рапенна продолжилась во Французской Западной Африке: в 1939—1940 годах он был губернатором Нигера, а в 1940—1941 годах временным губернатором Французского Судана. В марте 1943 года колонии Французская Гвиана и Инини порвали с режимом Виши и перешли на сторону Свободных французских сил. На вакантную должность их губернатора было два претендента: Жан Рапенн был фаворитом генерала Анри Жиро, в то время как политический соперник Жиро, генерал Шарль де Голль, предпочитал Мориса Берто. С помощью США, предоставивших самолет для трансатлантического перелета из Африки, Рапенн смог прибыть в Южную Америку раньше Берто и занял пост губернатора. При Рапенне ВВС США было разрешено построить в Гвиане авиабазу, позднее ставшую кайеннским аэропортом Рошамбо. В связи с этим сторонники де Голля обвинили администрацию Рапенна в чрезмерном потакании интересам США во французском Карибском бассейне. Рапенн, не скрывающий своей враждебности к генералу де Голлю, затем пытался лишить США ряда преференций, в частности, разрешения на работу для пуэрториканцев и налоговых льгот; но в сентябре 1944 года он был освобожден от своих обязанностей «Свободной Францией» генерала де Голля и заменен Жюлем Сюрлемоном.
Свои последние годы Рапенн провел в Париже.

## Награды
- Гранд-офицер ордена Славы
- Командор ордена Алауитского трона
- Офицер ордена Почётного легиона
- Офицер ордена Дракона Аннама
- Кавалер ордена Южного Креста
- Кавалер ордена Чёрной звезды
- Кавалер ордена Морских заслуг

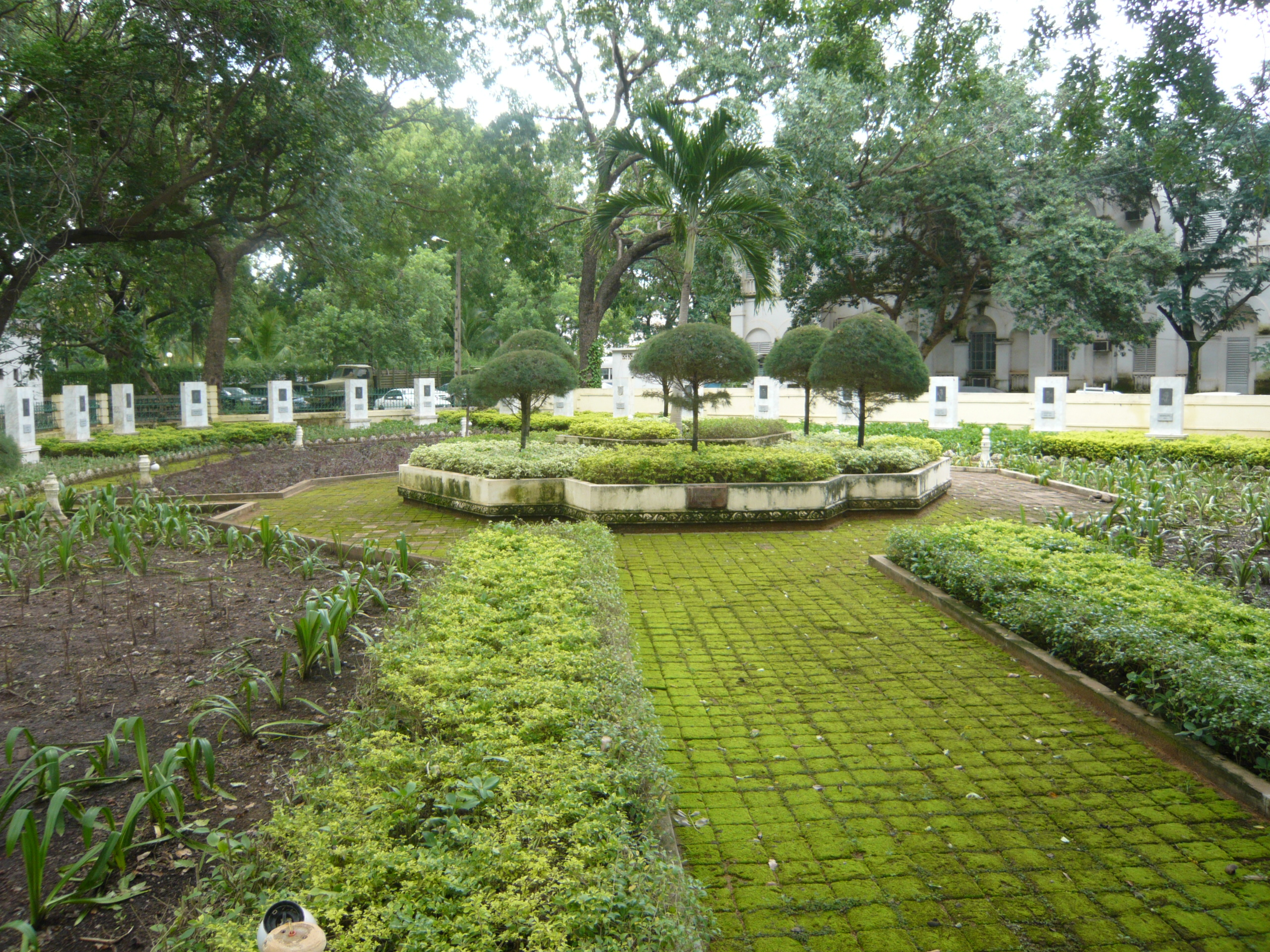
Площадь Губернаторов в Бамако. Среди барельефов французских губернаторов находится и барельеф Рапенна

- Кавалер ордена Сельскохозяйственных заслуг
- Кавалер ордена Академических пальм